# Escerdílidas
Escerdílidas o Ecerdílidas (en griego antiguo: Σκερδιλαΐδας) fue un rey ilirio que gobernó desde el 218 al 206 a. C., de la dinastía Labeatas.
Escerdílidas fue uno de los hermanos más jóvenes de Agrón y padre de Pleurato III y abuelo de Gencio. Escerdílidas participó en muchas expediciones en el mar Jónico y el Egeo con Demetrio de Faros y su cuñado Aminandro de Atamania. En los primeros años de su reinado  fue un aliado de Roma. En el 217 a. C., accedió al gobierno romano y se convirtió en enemigo de Macedonia por aliarse con Roma. Con los romanos en guerra con Aníbal, Filipo V de Macedonia trató de tomar el sur de Iliria e hizo varios avances en el Estado ardieno desde el 214 hasta el 210 a. C.
En reacción, la Liga Etolia y los dárdanos bajo el mando de Longaro se unieron a Escerdílidas para derrotar a los macedonios en el 208 a. C. Sin posibilidad de victoria, Filipo V aceptó la paz en el 205 a. C. A diferencia de la mayoría de los demás reyes ilirios de los que solo hay escasos datos, Escerdílidas es mencionado en los escritos de los historiadores Apiano, Tito Livio y Polibio, y en sus crónicas de las guerras romanas y griegas.

## Comandante

### Bajo la Reina Teuta

La costa adriática durante el reinado de Escerdílidas.

Mucho antes de convertirse en rey, Escerdílidas fue un líder que ayudó a determinar la política de Iliria. Fue el comandante del ejército ilirio durante el reinado de su hermano Agrón. También sirvió bajo el mando de Teuta e incluso de Demetrio de Faros. Fue uno de los principales partidarios de la reina Teuta cuando ella asumió la regencia de Pinnes. Jugó un papel determinante en los planes de Teuta para crear un frente adriático contra Roma.
Bajo el reinado de Teuta, Escerdílidas fue el comandante de una gran fuerza terrestre de 5000 personas durante la invasión de Epiro en el año 230 a. C. Escerdílidas marchó hacia el sur a través del paso de Antigonea para ayudar a las fuerzas de Teuta en la capital de los epirotas, Fénice. La noticia de que Escerdílidasestaba en camino hizo que los epirotas enviaran parte de sus fuerzas al norte para asegurar la ciudad. Tras la victoria iliria la batalla de Fénice, Epiro rogó la ayuda de las Ligas friegas, mientras que el ejército de Teuta, habiéndose unido a las fuerzas dirigidas por Escerdílidas, marchó hacia el interior hasta Halicrano, en el corazón de Epiro, en la llanura de la moderna Ioánina.
Escerdílidas eligió una buena posición y preparó al ejército para la batalla contra las Ligas al día siguiente que creía que ganaría. Las órdenes de retirarse llegaron de Teuta porque algunos de los rebeldes ilirios del Estado ardieno se habían unido al influyente estado dardanio bajo el mando de Longaro que quería invadir las regiones del norte del estado de Teuta. Escerdílidass se vio obligado a regresar y asegurar las fronteras septentrionales del Estado ardieno. Mientras Escerdílidas marchaba hacia el norte, Teuta aseguró un tratado de paz a favor del Estado ardiaeno[5]. Mientras aún estaba en Epiro, Escerdílidas lideró una flota de lembi en el mar Jónico y barrió a través de Corfú y Onquesmo, e interceptó y saqueó algunos barcos mercantes de Roma.
Después de la derrota de Teuta durante la Primera Guerra Ilírica en el 228 a. C., el joven Pinnes, formalmente rey de Iliria bajo la regencia de Teuta, fue confirmado por los romanos victoriosos como rey de un Estado ardiano limitado. Pronto la regencia fue asumida por Demetrio de Faros, que se casó con la madre de Pinnes, Triteuta, la esposa divorciada del hermano de Escerdílidas, Agrón. Esto ocurrió muy probablemente sin el consentimiento de Roma, siendo Demetrio su aliado.

### Bajo Demetrio
En el año 220 a. C., Demetrio y Escerdílidas hicieron una expedición conjunta por la costa jónica al Peloponeso con 90 lembi, y así Demetrio violó el tratado con Roma al navegar al sur de la ciudad costera de Lisos. Después de que un asalto a Pilos en el Peloponeso occidental tuviera éxito, dividieron sus fuerzas. Demetrio con cincuenta barcos navegó en una expedición de incursión en el Egeo contra las Cícladas, mientras que Escerdílidas con los cuarenta barcos restantes aceptó apoyar a los etolios en una invasión de la Liga Aquea. Al llegar a Naupacto, Escerdílidas fue alentado por su cuñado Aminandro, rey de Atamania, a unirse a ellos en la invasión planeada de Acaya. Escerdílidas y sus aliados también atacaron pero no lograron tomar la ciudad arcadia de Clítor. Mientras Escerdílidas colaboraba con los etolios, Demetrio fue persuadido para ayudar a la causa macedonia contra Etolia a su regreso a través del istmo de Corinto. Demetrio regresó al estado ardieno y comenzó a retomar el poder ilirio. Sin embargo, fue derrotado por los romanos en el 219 a. C. durante la Segunda Guerra Ilírica.

## Relaciones con Macedonia
Después de la Segunda Guerra Ilírica, Pinnes fue nuevamente proclamado rey, no fue favorecido entre los ilirios y en el 218 a. C. Escerdílidas tomó el papel de su sobrino y se convirtió en rey. Bajo la presión de los cartagineses en Hispania, los romanos no intervinieron. En el año 220 a. C. Escerdílidasse alió con Filipo V de Macedonia. Scerdilaidas había ayudado a Filipo durante la Guerra Social contra los espartanos, pero esto le produjo pocos beneficios. El apoyo de Escerdílidas a Macedonia contra los etolios se vio restringido por «complots y conflictos» causados por los gobernantes de varias ciudades.
En el 217 a. C., Escerdílidas dejó de apoyar a Filipo V, sosteniendo que un subsidio prometido no había sido pagado y estaba muy atrasado. Despachó 15 barcos, aparentemente para cobrar y escoltar el pago, pero en la isla de Léucade, al sur de Corcira, sus fuerzas mataron a dos de los aliados corintios de Filipo y se apoderaron de sus cuatro barcos. La flota de Escerdílidas navegó entonces hacia el sur y comenzó a saquear en torno al Cabo Malea, en el Peloponeso meridional. En respuesta, Filipo preparó una fuerte fuerza naval de doce barcos con cubierta, ocho barcos abiertos y treinta hemiolias, que se dirigieron al sur a toda velocidad para enfrentarse a Escerdílidas. Este contraataque de Filipo fue demasiado lento y falló sus objetivos. Escerdílidas siguió marchando hacia Dasaretia, tomando varias ciudades e invadiendo partes de Macedonia occidental. Saqueó Pisaion en Pelagonia y sobrepasó algunos distritos fronterizos de Macedonia. Antes del invierno, Filipo había ocupado el área de Lincestis, cortando la ruta directa desde Iliria, y extendió su poder a Dasaretia. Filipo estaba planeando una invasión a Iliria. Sin embargo, al hacerlo, se enfrentaría no solo a los lembi de Escerdílidas, sino también a los buques de guerra más pesados de la marina romana.

### Primera guerra macedónica
Escerdílidas pronto entró en una alianza con Roma. Influenciado por Demetrio, el primer objetivo de Filipo fue la costa de Iliria. En el 216 a. C.había construido una flota de cien barcos ligeros de guerra, usando los astilleros de Iliria. Condujo su flota alrededor del Peloponeso hacia el Adriático, apostando que Roma, profundamente involucrada en la crisis de Aníbal, no intervendría. Escerdílidas pidió ayuda y los romanos enviaron diez quinquerremes pesados desde Sicilia. Filipo huyó y la invasión de Iliria fue evitada por el momento. Dos veces frustrado en los intentos de invasión de Illiria por mar, y ahora constreñido por la flota de Marco Valerio Levino en el Adriático, Filipo pasó los años 213 y 212 a. C. haciendo avances en Iliria por tierra. Manteniéndose alejado de la costa, tomó las ciudades del interior de Atintania y Dimale, y sometió a las tribus  de los dasaretas y los partinos de Iliria  y la parte sur del Estado ardieo.
Escerdílidas, con su hijo Pleurato III, Longaro de Dardania y Epiro, junto con la Liga Etolia se aliaron entre sí en la preparación de la respuesta de Roma. Durante el conflicto, Escerdílidas luchó por recuperar las tierras perdidas durante la Primera Guerra Ilírica, pero el tratado de paz de Fénice en 205 a. C. reconoció formalmente la posición favorable de Macedonia, incluida la captura de las comunidades ilíricas del sur. Murió en algún momento antes del tratado en el 205 a. C. ya que solo su hijo Pleurato III figura entre los presentes en Fénice.